# デスラッシュバウンド
デスラッシュバウンド（DEATHRASH BOUND）とは、AIONのIZUMIが提唱する音楽ジャンル、及び、レーベルの名称である。1980年代後半から1990年代前半にかけてこのジャンルの曲が作られた。

## 概略
1983年にIZUMIがAIONを結成し、速弾きを武器に破壊力のある超高速ヘヴィメタルを目指すが、既存の音楽ジャンルに捉われるのを嫌い、自らの音楽性について、DEATHとTHRASHという言葉を合成したデスラッシュと称し、その孤高の音を追求する生命体（バンド）をDEATHRASH BOUNDと名付けた造語である。
ここでいうデスラッシュとはあくまでIZUMIが作り出した造語であり、後にデスメタルシーンの中から出てきたデスラッシュと呼ばれるジャンルのバンド群とは全く音楽性が異なる（そもそも海外では「デスラッシュ」という呼称は用いられず、DEATH/THRASHと表記される）。
AIONは一度解散し、1985年にAION、JAIL BAIT、KAISERのメンバーを元に新たなバンドMEIN KAMPF（マインカンプ）を結成。このMEIN KAMPFには、“-DEATHRASH METAL- MEIN KAMPF”という冠名が付けられた。MEIN KAMPFはエックス（現X JAPAN）と時を同じく、派手なメイクと逆毛立てた過激な髪型、ひたすら高速で過激なメタルサウンドというスタイルで1年活動。後にCOLORに参加するTOSHIは既に仮面を装着していた。EP「SPEEDER!!/WARNING FOR YOU」をリリースするが、1986年5月17日の岸和田文化センターを最後にIZUMIとDEANが脱退し、突如解散。同年、KERRYはTAIJIに誘われエックスにサポートギターとして参加。IZUMIとDEANはAIONを再結成。IZUMI作曲の「SPEEDER!!」は、その後のAIONでも「GRANDEUR」（グランジャー）という曲名で演奏された。
MEIN KAMPFでの活動後、IZUMIは1986年に再びAIONを再結成し、それ以降現在に至るまでAIONの正式名には“-DEATHRASH BOUND- AION”という冠名が付けられている。
MEIN KAMPFが再結成し活動している。RODとIZUMIは不参加。

## ディスコグラフィ
MEIN KAMPF
“-DEATHRASH METAL- MEIN KAMPF” （冠名）
- EP「SPEEDER!! / WARNING FOR YOU」（1985年　DEATHRASH BOUND）限定500枚（Green Jacket 200枚 / Pink Jacket 300枚）
A面「SPEEDER!!」(ROD/IZUMI)
B面「WARNING FOR YOU」(ROD/KERRY)
- DVD「D.B.CLASSICS-MEIN KAMPF-」（2004年　DEATHRASH BOUND）
マインカンプのライブ映像を収録。
- DVD「D.B.CLASSICS Ⅱ 秘蔵吟醸仕込み！爆獣外伝！！-AION対MEIN KAMPF-」（2006年　DEATHRASH BOUND）
マインカンプのライブ映像を収録。
- CD「DEATHRASH METAL NEVER DIE!!」（2020年6月6日 HHMS-003）1985年9月22日BAHAMA ライブ音源 トラック1-6 2019年12月8日 SupportVo.HISAYOSHI SupportGt.鋼刺狼 / トラック7-9 Vo.ROD Gt.IZUMI
- CD「DEATHRASH METAL NEVER DIE!! 2」（2020年6月6日 HHMS-004）1986年4月9日BAHAMA ライブ音源 9曲入り Vo.ROD Gt.IZUMI
- CD-R or CD「DEATHRASH METAL NEVER DIE!! 3」（2020年 HHMS-005）1985年リハ音源6曲 / CD-R盤とプレスCD盤があり、それぞれ違うボーナストラック3曲収録。

AION
“-DEATHRASH BOUND- AION” （冠名）
THE BRAINCASE
- アルバム「THE BRAINCASE」（2008年）
- DVD「THE BRAINCASE」（2012年）